# Yparaikanoël
Yparaikanoël est une émission diffusée par Télétoon (France) de 2005 jusqu'en 2009.
Le thème principal est Noël, et chaque jour, les animateurs Maureen Louys et Jérémy Ganneval racontent un conte ou une histoire,.
Elle est diffusée du 1er au 25 décembre, et dure 2 ou 3 minutes.